# El automóvil gris
El automóvil gris (a Espanya: Dulce o truco (Auto)) e és una de les primeres pel·lícules mexicanes i la més cèlebre del cinema mut d'aquest país. Filmada originalment com una sèrie de 12 episodis, la història està basada en fets reals ocorreguts en 1915 i va ser una superproducció que va superar les expectatives del públic i la crítica en el naixent cinema mexicà. Protagonitzada per un policia veritable (Cabrera), inclou escenes verídiques de l'afusellament dels lladres, filmades pel mateix Enrique Rosas Aragón. La cinta es va estrenar el 11 de desembre de 1919, però posteriorment va ser reeditada i sonorizada pel seu editor original (Miguel Vigueras) en 1933, per a compilar-la en una sola pel·lícula, encara que durant el procés d'edició es van perdre diverses parts originals de la sèrie.
La sèrie es divideix en dues parts: la primera mostra els diversos robatoris comesos per una banda, i la segona, les perquisicions executades per la policia i les successives detencions dels bandits.
El automóvil gris és la primera pel·lícula muda restaurada pel Laboratorio de Restauración Digital de la Cineteca Nacional.

## Sinopsi
L'alta societat de la Ciutat de Mèxic sofreix per una ona de crims comesos per una banda de lladres de joies (un grup d'homes, disfressats de militars, aplanen les cases amb ordres de registre falses), per la qual cosa el detectiu Cabrera (el propi Juan Manuel Cabrera, detectiu en la vida real) tracta d'atrapar als malfactors. Una de les víctimes d'assalts, pel seu propi compte i amb autorització de l'inspector de la policia, captura a dues dels membres de la banda; altres membres s'amaguen en altres ciutats (Pobla, Apan). En una de les escenes finals de la pel·lícula, el jutge condemna als homes de la banda a la pena de mort, i a les dones d'alguns d'ells que també van ser còmplices a deu anys de presó a partir de la data del judici. Un dels membres de la banda es casa amb la seva promesa poc temps abans de ser afusellat, amb ajuda del sacerdot que acudeix a la presó a confessar-los a tots. Els altres brinden amb ponx pel matrimoni. El comentari següent apareix pocs instants de l'escena de l'execució:
| « | «L'escena de l'afusellament, al seu natural horror, reuneix la seva autenticitat. Amb el seu absolut realisme, hem volgut demostrar quina és l'única fi que espera al delinqüent.» | » |

## Versió sonora
La Universitat Nacional Autònoma de Mèxic va presentar una versió amb veus de doblatge (entre elles, la de Víctor Alcocer).

## Repartiment
- Juan Canals de Homs
- Joaquín Coss
- Juan Manuel Cabrera
- Ángel R. Esquivel
- Manuel de los Ríos
- Miguel Ángel Ferriz Sr.
- Valentín Asperó
- Enrique Cantalaúba
- Gerardo López del Castillo
- Ernesto Finance
- María Mercedes Ferriz
- Dora Vila
- María Tereza Montoya
- Russo Conde
- Francisco Pesado
- Carlos E. González
- Jesús Ojeda
- Alfonso Vallejo
- Antonio Galé
- José Torres Ovando
- Carlos Obregón
- Francisco Ferriz

## Episodis
La pel·lícula va ser realitzada en 12 episodis i 3 jornades.
Primera jornada:
- 1. El rapto.
- 2. Cara a cara.
- 3. El exfoliador.
- 4. La esquela de defunción.

Segona jornada:
- 5. La estratagema.
- 6. Sálvese el que pueda.
- 7. Un papel insignificante.
- 8. El hombre de la cicatriz.

Tercera jornada:
- 9. En la chapa del alma.
- 10. José Francisco y Bernardo.
- 11. Un patíbulo.
- 12. Un misterio

## Dades addicionals
- Es va realitzar abans que es creessin les acadèmies de cinema.
- Ocupa el lloc 98 dins de la llista de les 100 millors pel·lícules del cinema mexicà, segons l'opinió de 25 crítics i especialistes del cinema a Mèxic, publicada per la revista Somos en juliol de 1994.[4]
- La versió distribuïda per la Filmoteca de la UNAM inclou altres escenes breus del mateix director:
  - En defensa propia (Azteca Film, 1917),
  - La tigresa (íd., 1917),
  - La soñadora (íd., 1917)
  - a la pel·lícula Si me viera don Porfirio (El rancho de la discordia), (comèdia d'embolics produïda en 1950 per Rodolfo Rosas Priego, net del director), apareixen escenes originals, filmades en 1905, en les quals Porfirio Díaz inaugura una exposició ramadera en Coyoacán);